# Sorex araneus
Sorex araneus là một loài động vật có vú trong họ Chuột chù, bộ Soricomorpha. Loài này được Linnaeus mô tả năm 1758.

## Hình ảnh

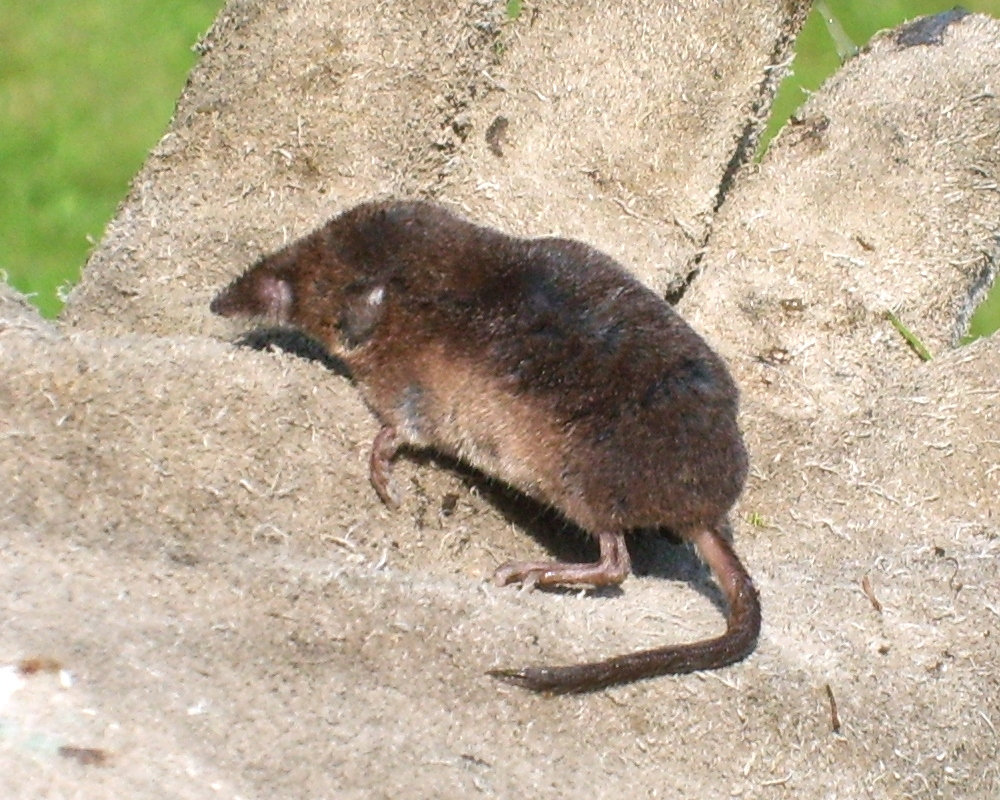
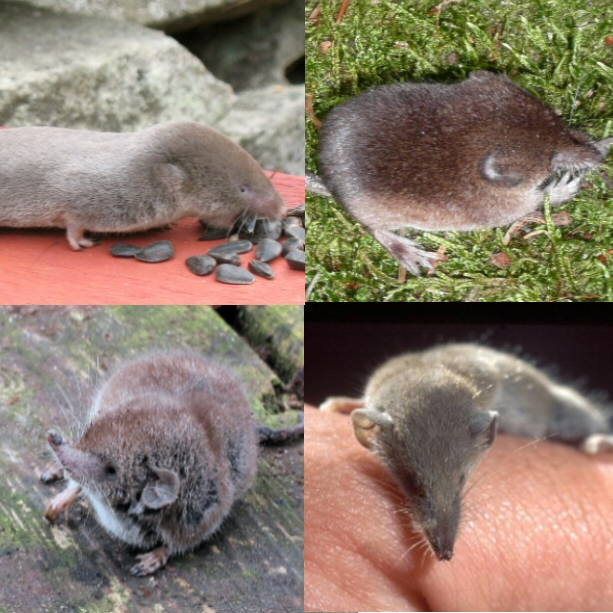
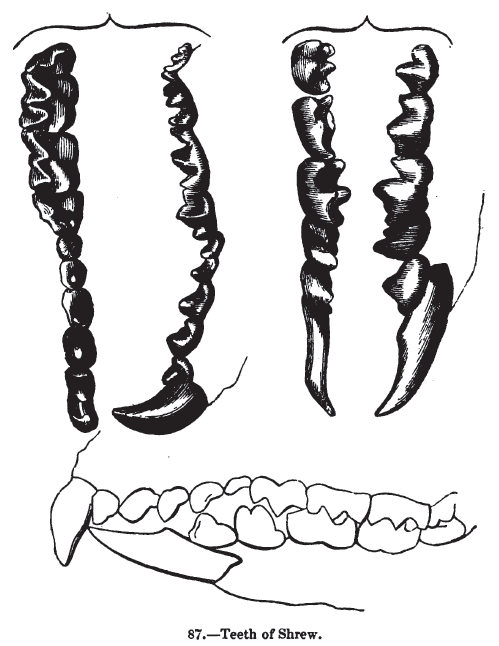
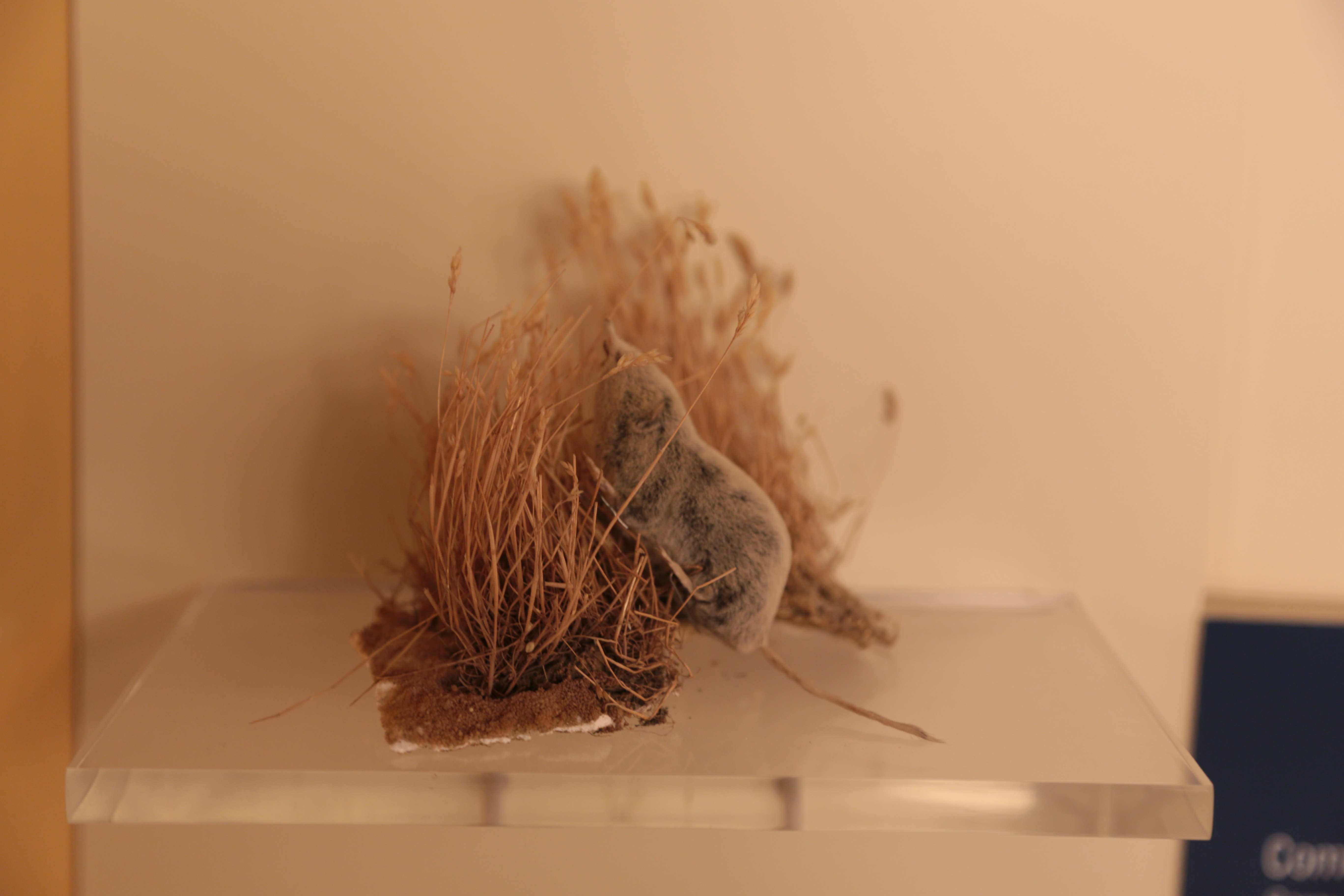